# 島村きらら
島村 きらら（しまむら きらら、2002年12月2日 - ）は、日本の女子バスケットボール選手である。ポジションはポイントガード。WリーグのSMBC東京ソルーア所属。

## 来歴
山形県出身。
山形中央高校1年時からスターターに名を連ね、インターハイ、ウインターカップに出場する。
3年時のウィンターカップで歴代得点ランキング3位の、1試合51得点を記録。
U18、U19日本代表候補。
東京医療保健大学進学後はインカレ優勝を経験。
4年時のインカレは準優勝、MIP賞受賞。
2025年4月SMBC東京ソルーアに加入。

## 経歴
山形中央高校 - 東京医療保健大学 - SMBC TOKYO SOLUA